# Chrysogorgia desbonni
Chrysogorgia desbonni is een zachte koraalsoort uit de familie Chrysogorgiidae. De koraalsoort komt uit het geslacht Chrysogorgia. Chrysogorgia desbonni werd in 1864 voor het eerst wetenschappelijk beschreven door Duchassaing & Michelotti.